# Andrea Stojadinov
Andrea Stojadinov, née le 20 juin 2000, est une judokate serbe.

## Carrière
Andrea Stojadinov évolue dans la catégorie des moins de 48 kg. Elle remporte la médaille d'argent des Championnats d'Europe de judo 2020 à Prague.

## Palmarès

### Compétitions internationales
| Année | Compétition           | Lieu      | Résultat | Catégorie          |
| ----- | --------------------- | --------- | -------- | ------------------ |
| 2020  | Championnats d'Europe | Prague    | 2e       | Moins de 48 kg     |
| 2024  | Championnats d'Europe | Zagreb    | 3e       | Par équipes mixtes |
| 2025  | Championnats d'Europe | Podgorica | 3e       | Moins de 48 kg     |

### Tournois Grand Chelem, Grand Prix et Masters
| Année | Compétition  | Lieu      | Résultat | Catégorie      |
| ----- | ------------ | --------- | -------- | -------------- |
| 2020  | Grand Chelem | Budapest  | 3e       | Moins de 48 kg |
| 2021  | Grand Chelem | Tel Aviv  | 3e       | Moins de 48 kg |
| 2021  | Grand Chelem | Tachkent  | 3e       | Moins de 48 kg |
| 2023  | Grand Chelem | Tachkent  | 1re      | Moins de 48 kg |
| 2023  | Grand Chelem | Tbilissi  | 2e       | Moins de 48 kg |
| 2023  | Grand Prix   | Douchanbé | 3e       | Moins de 48 kg |
| 2024  | Grand Chelem | Abou Dabi | 2e       | Moins de 48 kg |
| 2025  | Grand Chelem | Bakou     | 3e       | Moins de 48 kg |